# مونیتور سئارا
مونیتور سیارا (به انگلیسی: Brazilian monitor Ceará) یک کشتی بود که طول آن ۳۹ متر (۱۲۷ فوت ۱۱ اینچ) بود. این کشتی در سال ۱۸۶۸ ساخته شد.